# Heurtevent
Heurtevent era una comuna francesa situada en el departamento de Calvados, de la región de Normandía, que el 1 de enero de 2016 pasó a ser una comuna delegada de la comuna nueva de Livarot-Pays-d'Auge al fusionarse con las comunas de Auquainville, Bellou, Cerqueux, Cheffreville-Tonnencourt, Familly, Fervaques, La Croupte, Le Mesnil-Bacley, Le Mesnil-Durand, Le Mesnil-Germain, Les Autels-Saint-Bazile, Les Moutiers-Hubert, Livarot, Meulles, Notre-Dame-de-Courson, Préaux-Saint-Sébastien, Sainte-Marguerite-des-Loges, Saint-Martin-du-Mesnil-Oury, Saint-Michel-de-Livet, Saint-Ouen-le-Houx y Tortisambert.

## Demografía
| Gráfica de evolución demográfica de Heurtevent entre 1800 y 2014 |
|                                                                  |

Los datos demográficos contemplados en este gráfico de la comuna de Heurtevent se han cogido de 1800 a 1999 de la página francesa EHESS/Cassini, y los demás datos de la página del INSEE.